# Stilbopeziza yerbae
Stilbopeziza yerbae är en svampart som beskrevs av Speg. 1908. Stilbopeziza yerbae ingår i släktet Stilbopeziza, ordningen disksvampar, klassen Leotiomycetes, divisionen sporsäcksvampar och riket svampar.   Inga underarter finns listade i Catalogue of Life.